# Fabio Caracciolo
Pour les articles homonymes, voir Caracciolo.
Fabio Caracciolo, est un footballeur belge, né le 6 septembre 1984 à Genk en Belgique.

## Biographie
Il fait ses débuts dans le football professionnel au MVV Maastricht en 2001, et est resté au club Limbourgeois jusqu'au début de 2007. Il part alors jouer au KVSK United mais n'y reste pas six mois. Caracciolo signe à l'été 2007 un contrat de deux ans avec le FC Eindhoven. Là, il se fait remarquer en marquant 17 buts en 36 matches durant la saison. ADO La Haye récupère le buteur en début de saison 2008-2009, puis le prête au FC Den Bosch, la saison suivante.

### Statistiques par saison
| Saison  | Club            | Pays     | Matchs | Buts | Compétition     |
| ------- | --------------- | -------- | ------ | ---- | --------------- |
| 2001/02 | MVV Maastricht  | Pays-Bas | 2      | 0    | Erste Division  |
| 2002/03 | MVV Maastricht  | Pays-Bas | 6      | 0    | Erste Division  |
| 2003/04 | MVV Maastricht  | Pays-Bas | 33     | 11   | Erste Division  |
| 2004/05 | MVV Maastricht  | Pays-Bas | 30     | 7    | Erste Division  |
| 2005/06 | MVV Maastricht  | Pays-Bas | 37     | 5    | Erste Division  |
| 2006/07 | MVV Maastricht  | Pays-Bas | 17     | 2    | Erste Division  |
| 2006/07 | KVSK United     | Belgique | 11     | 1    | Second Division |
| 2007/08 | FC Eindhoven    | Pays-Bas | 36     | 17   | Erste Division  |
| 2008/09 | FC Eindhoven    | Pays-Bas | 3      | 2    | Erste Division  |
| 2008/09 | ADO Den Haag    | Pays-Bas | 13     | 1    | Eredivisie      |
| 2009/10 | FC Den Bosch    | Pays-Bas | 35     | 19   | Erste Division  |
| 2010/11 | Fortuna Sittard | Pays-Bas | 31     | 11   | Erste Division  |
| 2011/12 | RCS Visé        | Belgique | 12     | 2    | Second Division |
| 2011/12 | MVV Maastricht  | Pays-Bas | 15     | 4    | Erste Division  |